# 13号弗吉尼亚州州道
維吉尼亞州13號公路（Virginia State Highway 13）是為美國維吉尼亞州的重要公路之一，又名Old Buckingham Road，曾是美國國道60的一部分，現途經坎伯蘭東部, Ballsville和波瓦坦(Powhatan)。建於1918年，全長38.75公里。